# ينغفي يوهانسون
ينغفي يوهانسون (بالسويدية: Yngve Johansson)‏ هو لاعب هوكي الجليد سويدي، ولد في 21 يناير 1929 في ستوكهولم في السويد، وتوفي في 2002.

## وصلات خارجية
- ينغفي يوهانسون على موقع EliteProspects.com (الإنجليزية)